# Julio Yessi
Julio José Yessi (Lanús, 1 de abril de 1938) es un expolítico peronista. Hombre cercano a José López Rega, fue presidente del Instituto Nacional de Acción Cooperativa, titular de la Juventud Peronista de la República Argentina (JPRA).

## Biografía
Julio José Yessi comenzó a militar en el peronismo en la localidad de Lanús, en el conurbano bonaerense. En 1973, Pedro Eladio Vázquez, médico personal de María Estela Martínez de Perón, lo recomendó a José López Rega -miembro de la logia anticomunista italiana Propaganda Due- para que organizara una "nueva juventud peronista", apartada de la JP Regionales ligada a Montoneros, que era mayoritaria entre los jóvenes peronistas de entonces. Como consecuencia de ello y bajo órdenes de López Rega, Yessi fundó la Juventud Peronista de la República Argentina (JPRA). La JPRA movilizaba 70.000 personas con apoyo de la UES.RA y la Juventud Sindical Peronista. 
En esas condiciones Yessi integró la organización de extrema derecha Triple A, hecho por al cual sería condenado en 2016.